# Glossoloma ichthyoderma
Glossoloma ichthyoderma är en tvåhjärtbladig växtart som först beskrevs av Johannes von Hanstein, och fick sitt nu gällande namn av J.L. Clark. Glossoloma ichthyoderma ingår i släktet Glossoloma och familjen Gesneriaceae. Inga underarter finns listade i Catalogue of Life.